# Cometa perduta

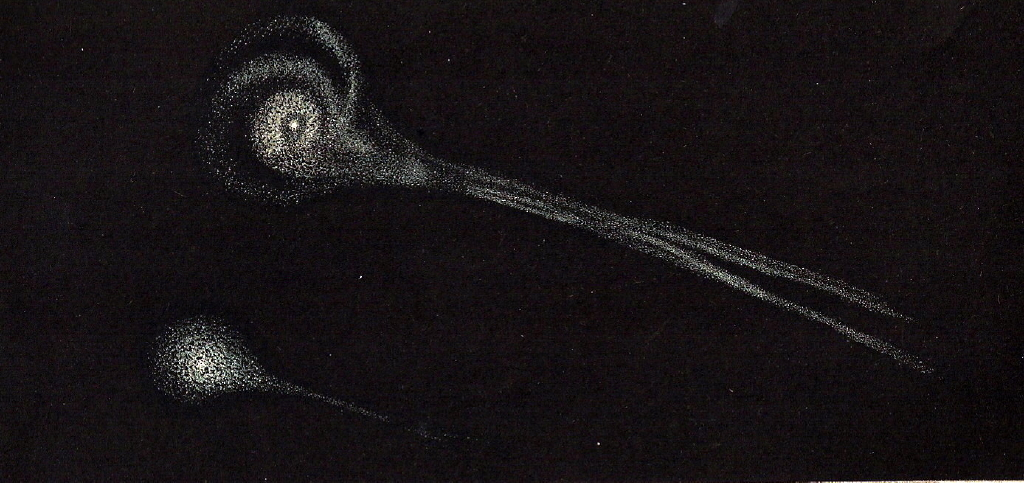
La Cometa Biela fu vista rompersi in due pezzi nel 1846 e non è stata più vista dal 1852.

Una cometa perduta è una cometa scoperta che non può più essere osservata. Nella nomenclatura astronomica le comete perdute sono indicate con la lettera "D".

## Cause
Generalmente la cometa non può essere più osservata perché non ci sono dati abbastanza precisi per calcolarne l'orbita e quindi prevederne la posizione. 

A differenza degli asteroidi perduti, le orbite delle comete perdute possono essere influenzate anche da effetti non gravitazionali come l'emissione di getti di gas dal nucleo cometario.
Altre possibili cause sono: 
- la cometa è estinta. Quando la maggior parte del materiale volatile del nucleo evapora, la cometa diventa un piccolo, scuro e inerte pezzo di roccia [1] che assomiglia ad un asteroide.
- si è disintegrata, ad esempio la cometa 73P/Schwassmann-Wachmann si è spezzata in numerosi frammenti e in futuro potrebbe disintegrarsi completamente.
- è entrata in collisione con un altro oggetto, ad esempio la Cometa Shoemaker-Levy 9 è entrata in collisione con Giove nel 1994.

Materiale che esce dal frammento B della cometa 73P/Schwassmann-Wachmann

Grazie all'utilizzo di telescopi sempre più potenti è oggi possibile osservare comete anche molto distanti e deboli. Ad esempio la Cometa Hale-Bopp era osservabile ad occhio nudo anche 18 mesi dopo il suo passaggio del 1997, si stima che rimarrà comunque visibile ai più grandi telescopi fino al 2020, quando sarà intorno alla magnitudine apparente 30 . In ogni caso non sarà considerata perduta nemmeno in seguito, ma solo nel caso mancasse l'appuntamento del prossimo passaggio previsto tra circa 2500 anni.

## Riscoperta
Alcuni astronomi si sono specializzati nella ricerca delle comete perse. Ad esempio Brian G. Marsden ha predetto con successo il ritorno del 1992 della cometa Swift-Tuttle, che era considerata persa.
Occasionalmente la scoperta di un oggetto si rivela essere la riscoperta di un oggetto già scoperto ma perduto. Al fine di determinare se si tratta di una riscoperta o meno si calcola l'orbita dell'oggetto scoperto e si confronta con i dati disponibili dell'oggetto perduto. Ad esempio la cometa 177P/Barnard (anche P/2006 M3), scoperta da Edward Emerson Barnard nel 1889, è stata riscoperta dopo 116 anni nel 2006.

## Comete perse
| Nome                        | Anno di scoperta | Anno di perdita | Note |
| --------------------------- | ---------------- | --------------- | --- |
| D/1770 L1 Lexell            | 1770             | 1770            | orbita modificata da un incontro ravvicinato con Giove, con possibilità che sia stata espulsa dal sistema solare oppure che il suo perielio sia stato spostato vicino a 5 au con un periodo orbitale di 2-300 anni |
| 3D/Biela                    | (1772) 1826      | 1826 1852       | nel 1846 apparve sdoppiata in due distinte comete che si sono probabilmente disgregate dando origine allo sciame meteorico delle Andromedidi                                                                       |
| 5D/Brorsen                  | 1846             | 1879            | |
| 20D/Westphal                | 1852             | 1913            | presumibilmente disgregatasi |
| D/1884 O1 Barnard           | 1884             | 1884            | |
| D/1886 K1 Brooks            | 1886             | 1886            | |
| D/1895 Q1 Swift             | 1895             | 1895            | |
| 18D/Perrine-Mrkos           | 1896             | 1909 1969       | riscoperta temporaneamente nel 1955 |
| 25D/Neujmin                 | 1916             | 1927            | |
| D/1918 W1 Schorr            | 1918             | 1918            | |
| 34D/Gale                    | 1927             | 1938            | |
| D/1952 B1 Harrington-Wilson | 1952             | 1952            | |
| 75D/Kohoutek                | 1975             | 1988            | |
| D/1977 C1 Skiff-Kosai       | 1977             | 1977            | |
| D/1978 R1 Haneda-Campos     | 1978             | 1978            | |
| 83D/Russell                 | 1979             | 1985            | |
| D/1993 F2 Shoemaker-Levy 9  | 1993             | 1994            | entrata in orbita attorno al pianeta Giove si frammentò in 23 parti principali che entrarono in collisione col pianeta                                                                                             |

## Comete perse e ritrovate
| Nome                        | Anno di scoperta | Anno/i di perdita | Anno/i di ritrovamento | Note |
| --------------------------- | ---------------- | ----------------- | ---------------------- | --- |
| 226P/Pigott-LINEAR-Kowalski | 1783             | 1783              | (1995) 2009            | |
| 54P/de Vico-Swift-NEAT      | 1844             | 1844 1894 1965    | 1894 1965 2002         | |
| 11P/Tempel-Swift-LINEAR     | 1869             | 1908              | 2001                   | |
| 27P/Crommelin               | 1818             | 1818 1873         | 1873 1928              | |
| D/1894 F1 Denning           | 1894             | 1894              | 2024                   | identificata nell'asteroide 2007 HE4 |
| 15P/Finlay                  | 1886             | 1926              | 1953                   | |
| 64P/Swift-Gehrels           | 1889             | 1890              | 1973                   | |
| 177P/Barnard                | 1889             | 1889              | 2006                   | |
| 113P/Spitaler               | 1890             | 1890              | 1993                   | |
| 206P/Barnard-Boattini       | 1892             | 1892              | 2008                   | |
| 17P/Holmes                  | 1892             | 1906              | 1964                   | |
| 205P/Giacobini              | 1896             | 1896              | 2008                   | |
| 69P/Taylor                  | 1915             | 1915              | 1976                   | |
| 73P/Schwassmann-Wachmann    | 1930             | 1930              | 1979                   | a partire dal passaggio del 1995 e continuando nei successivi passaggi ha cominciato a frammentarsi in un numero sempre maggiore di frammenti |
| 107P/Wilson-Harrington      | 1949             | 1949              | 1979                   | |